# Pista de esquí seco

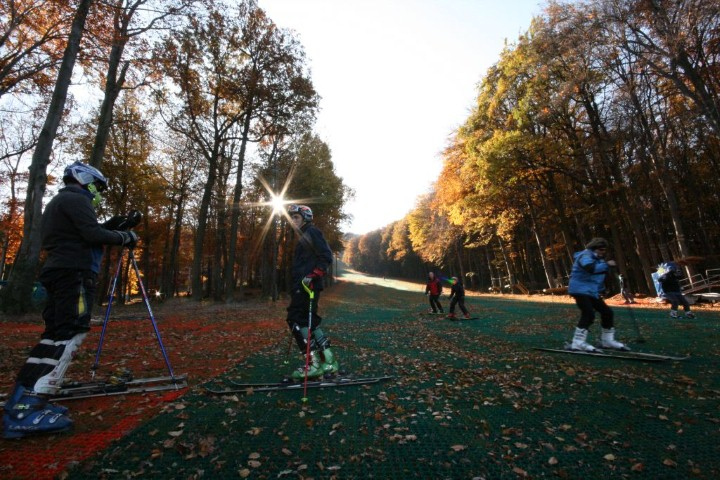
Pista de Neveplast en Sátoraljaùjhely, Hungría

Una pista de esquí seco o pista artificial de esquí es una pista de esquí que imita los atributos de la nieve usando materiales que son estables con la temperatura, con el fin de que se pueda esquiar cuando las condiciones de las pistas naturales no son las idóneas.
Aunque comúnmente son conocidas como "pistas de esquí seco", muchas de dichas pistas están lubricadas usando una neblina de agua o sistema de riego con el fin de aumentar la velocidad y reducir el calor debido a la fricción. Como norma general, son frecuentes en países como Reino Unido y Países Bajos, así como en otros países europeos que tienen problemas a la hora de acceder a la nieve natural.

## Materiales

### Primeros materiales
Se puede encontrar una gran variedad de materiales en pistas de esquí seco.
Los primeros esfuerzos para imitar la nieve resultan en módulos de plástico con puntas extruidas hacia arriba, en un intento para proporcionar un agarre. Estos no eran populares, ya que proporcionan poca adherencia y poca capacidad para el giro, la experiencia era similar a esquiar a través del hielo.
De todos modos, hoy en día muchas pistas de esquí (ya sean indoor o outdoor) continúan usando este material, de módulos de plástico inyectado. La calidad de estos materiales ha aumentado sustancialmente y muchas pistas artificiales en Holanda usan estos módulos para entrenamientos e incluso campeonatos.

### Materiales tipo cepillo
La siguiente fase en el desarrollo de las pistas de esquí seco vino de la industria de los cepillos. El material más común es el dendix, con una fabricación similar a cepillos de pelo corto con las púas hacia arriba. Dendix se fabrica en Chepstow 
Aunque fue un gran avance frente a otras superficies de entonces, preocupaba el daño que podía provocar al usuario (no porporcionaba protección ante una caída), a los esquíes o snowboard debido a la fricción, por lo que se regaban constantemente. Hoy en día se suele regar con el fin de lubricar la superficie e incrementar la velocidad, pero de todos modos, las caídas han provocado que los explotadores busquen otras alternativas
Pese a existir más materiales, Dendix y Neveplast son las únicas superficies sobre las que se organizan carreras de slalom.

### Materiales más recientes
El desarrollo reciente ha hecho que aparezcan nuevos materiales que tienen protección ante una caída y lubricación con el fin de realizar giros, saltos, rails y quarterpipes cuyas sensaciones se asemejen más a la de la nieve. Uno de ellos es el Snowflex, fabricado cerca de Huddersfield, West Yorkshire en Inglaterra por Briton Engineering Developtments Limited. Otro es Perma-snow fabricado por John Nike Leisure/Techmat 2000, también en el Reino Unido.
Otra superficie es el Neveplast, distribuido en España y Portugal por I+C Equipamiento, fabricado en Nembro en Italia, un nuevo material que cada día es más común, ya sea para instalaciones fijas o móviles. Este nuevo tipo de materias, que usa púas de forma cónica, es usado para descenso, snowboard y esquí de fondo. También se usa para pistas de trineos o tubby, ya que imita perfectamente la fricción de la nieve.
Neveplast es el único material de este tipo certificado con el mismo coeficiente de fricción entre la nieve y la superficie del esquí permitiendo al esquiador un buen agarre lateral, con el mismo material que se usa en la nieve, sin necesidad de agregar agua para tener mejor deslizamiento.
El agujero de refrigeración de Neveplast es del mismo diámetro que los palos standar para slalom  F.I.S. usados para entrenamientos y competición ya sea en slalom o gigante. La superficie Neveplast se usa además en campos de verano. Su superficie es modular y flexible, y no necesita de grandes obras para su instalación (como sucede con el Snowflex), por ello se usa frecuentemente para snowparts urbanos.

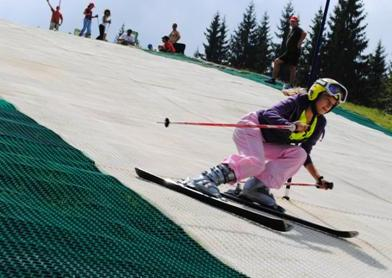
Neveplast artificial ski slopes

## Preparación de esquí y tabla
Los usuarios de este tipo de pistas usan normalmente parafinas de dureza alta. De todos modos, está cera se suele gastar con rapidez y debe ser renovada cada dos sesiones. Finalmente, alguna compañías crearon ceras específicas para este tipo de pistas. Algunos usan también aerosoles de base siliconada para reducir la fricción.